# Kazimierz Piwowarczyk
Kazimierz Piwowarczyk (ur. 22 lutego 1929 w Kostrzy, zm. 5 kwietnia 2009 w Tarnowie) – polski działacz partyjny i państwowy, ekonomista rolnictwa, doktor nauk ekonomicznych, w latach 1981–1982 wicewojewoda tarnowski.

## Życiorys
Syn Franciszka i Kunegundy z domu Kolarczyk, miał dwóch braci i dwie siostry. Ukończył szkołę podstawową w Kostrzy i gimnazjum w Szczyrzycu, a następnie studia na Wydziale Rolnym Uniwersytetu Jagiellońskiego. Pracował w instytucjach związanych z rolnictwem. W 1968 obronił doktorat z zakresu ekonomiki i organizacji rolnictwa na Akademii Rolniczej w Krakowie poświęcony rodzinnej wsi. Był też autorem publikacji poświęconych regionowi m.in. Pomiędzy Cietniem a Kostrzą (1998).
Wstąpił do Polskiej Zjednoczonej Partii Robotniczej. Od 1970 pozostawał sekretarzem ds. rolnych w Komitecie Powiatowym PZPR w Dąbrowie Tarnowskiej. W 1975 został zastępcą członka Komitetu Wojewódzkiego w Tarnowie, a później kierownikiem Wydziału Rolnego i Gospodarki Żywnościowej tamże. Od 1981 do 1982 pełnił funkcję wicewojewody tarnowskiego, następnie powrócił do kierowania wydziałem w KW PZPR w Tarnowie. Pracował później jako dyrektor oddziału wojewódzkiego Banku Gospodarki Żywnościowej w Tarnowie, w 1991 przeszedł na emeryturę.
Od 1954 był żonaty z Zofią Seremeti. Został pochowany na cmentarzu w Radłowie.